# Juego de las Estrellas de la Major League Soccer 2014

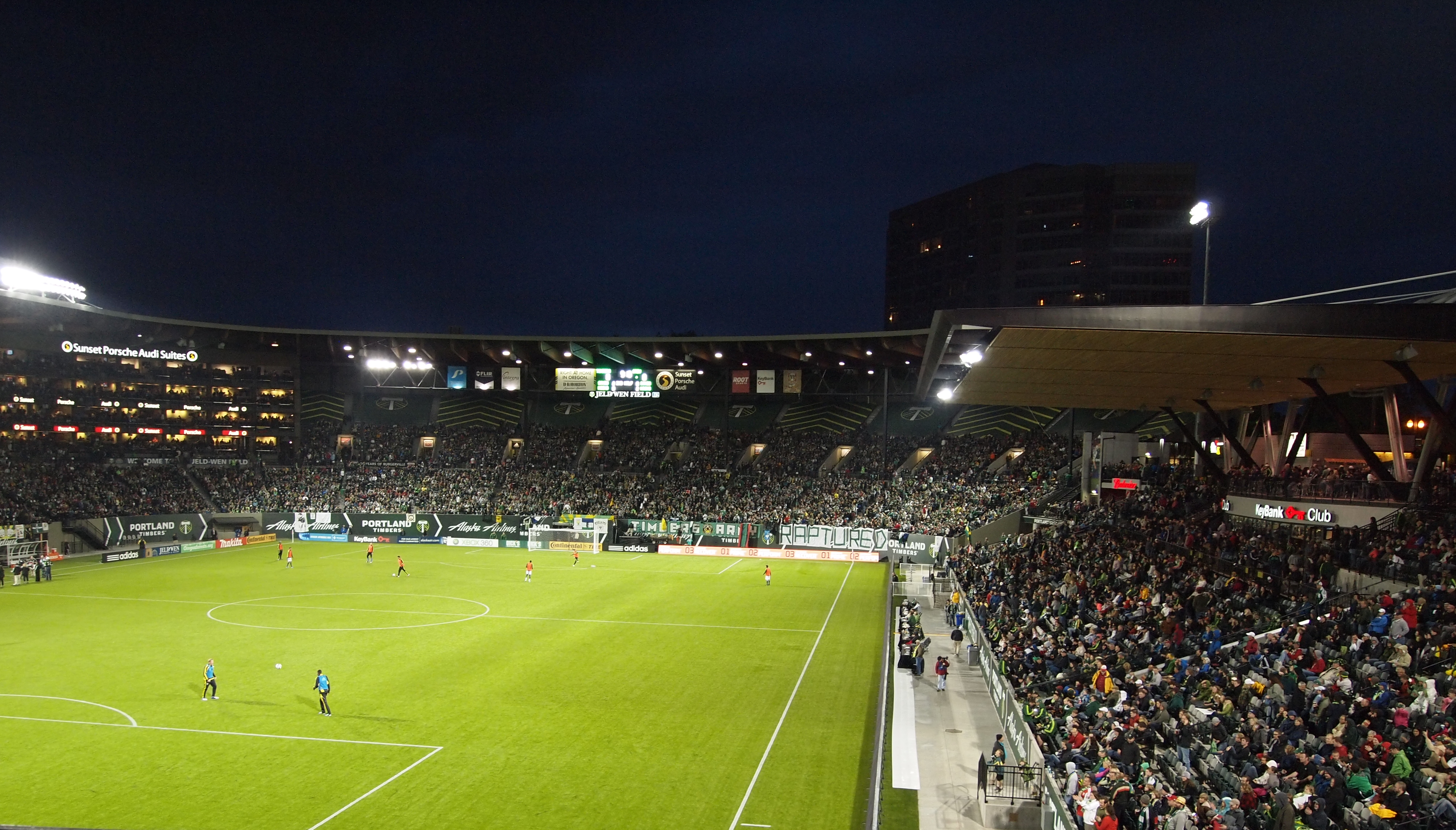
Providence Park

El Juego de las Estrellas de la Major League Soccer 2014 fue la 19.ª edición del Juego de las Estrellas de la Major League Soccer, se jugó el 6 de agosto de 2014 entre el Equipo de estrellas de la Major League Soccer y el Bayern Múnich de Alemania. El partido se disputó en el Providence Park en Portland, Oregón.
El equipo de las Estrellas de la MLS se quedaron con la victoria por 2-1 ante el cuadro alemán.
| Bandera de Estados Unidos | vs. | Bandera de Alemania |
| Major League Soccer 2     | vs. | Bayern Múnich 1     |

## Jugadores

### Equipo de las Estrellas de la Major League Soccer
El 19 de julio de 2014, el entrenador de Portland Timbers y del equipo de las estrellas, Caleb Porter, anunció oficialmente la lista de los 23 jugadores quienes van a estar en el partido de las estrellas de la MLS.

## El partido
| 18 | POR | Nick Rimando      | 45' |
| 17 | DEF | DeAndre Yedlin    | 45' |
| 78 | DEF | Aurélien Collin   | 45' |
| 5  | DEF | Matt Besler       | 45' |
| 23 | DEF | Michael Parkhurst | 45' |
| 8  | MED | Graham Zusi       | 45' |
| 11 | MED | Tim Cahill        | 45' |
| 4  | MED | Michael Bradley   | 45' |
| 14 | MED | Thierry Henry     | 48' |
| 2  | MED | Clint Dempsey     | 45' |
| 9  | DEL | Obafemi Martins   | 45' |
| DT | DT  | Caleb Porter      |     |

| 22 | POR | Tom Starke            | 62' |
| 13 | DEF | Rafinha               |     |
| 8  | DEF | Javi Martínez         |     |
| 27 | DEF | David Alaba           | 86' |
| 34 | MED | Pierre-Emile Hojbjerg | 80' |
| 5  | MED | Gianluca Gaudino      | 62' |
| 20 | MED | Sebastian Rode        | 80' |
| 18 | MED | Juan Bernat           | 80' |
| 14 | DEL | Claudio Pizarro       | 37' |
| 11 | DEL | Xherdan Shaqiri       | 80' |
| 9  | DEL | Robert Lewandowski    | 80' |
| DT | DT  | Josep Guardiola       |     |

| 6  | MED | Osvaldo Alonso          | 45'     |
| 7  | DEF | Sean Franklin           | 45'     |
| 10 | DEL | Landon Donovan          | 48' 71' |
| 13 | DEL | Dom Dwyer               | 71'     |
| 16 | MED | Diego Valeri            | 45'     |
| 19 | DEL | Erick Torres            | 45'     |
| 21 | MED | Maurice Edu             | 45'     |
| 24 | DEF | Liam Ridgewell          | 45'     |
| 28 | POR | Bill Hamid              | 45'     |
| 32 | DEF | Bobby Boswell           | 45'     |
| 75 | MED | Will Johnson            | 45'     |
| 99 | DEL | Bradley Wright-Phillips | 45'     |

| 1  | POR | Manuel Neuer           | 62'     |
| 4  | DEF | Dante                  | 62'     |
| 10 | MED | Arjen Robben           | 86'     |
| 17 | DEF | Jérôme Boateng         | 80'     |
| 19 | MED | Mario Götze            | 80'     |
| 21 | DEF | Philipp Lahm           | 82'     |
| 25 | DEL | Thomas Müller          | 80'     |
| 26 | DEF | Diego Contento         | 80'     |
| 31 | MED | Bastian Schweinsteiger | 80'     |
| 37 | MED | Julian Green           | 37' 82' |

| Anotado | 51' | Bradley Wright-Phillips |
| Anotado | 70' | Landon Donovan          |

| Anotado | 8' | Robert Lewandowski |  |

| Amonestado | 64' | Osvaldo Alonso |
| Amonestado | 89' | Will Johnson   |

| Árbitro             | Jair Marrufo  |
| Árbitros asistentes | Claudio Badea |
| Árbitros asistentes | Corey Parker  |
| Cuarto árbitro      | Ismail Elfath |

| 18 | POR | Nick Rimando      | 45' |
| 17 | DEF | DeAndre Yedlin    | 45' |
| 78 | DEF | Aurélien Collin   | 45' |
| 5  | DEF | Matt Besler       | 45' |
| 23 | DEF | Michael Parkhurst | 45' |
| 8  | MED | Graham Zusi       | 45' |
| 11 | MED | Tim Cahill        | 45' |
| 4  | MED | Michael Bradley   | 45' |
| 14 | MED | Thierry Henry     | 48' |
| 2  | MED | Clint Dempsey     | 45' |
| 9  | DEL | Obafemi Martins   | 45' |
| DT | DT  | Caleb Porter      |     |

| 22 | POR | Tom Starke            | 62' |
| 13 | DEF | Rafinha               |     |
| 8  | DEF | Javi Martínez         |     |
| 27 | DEF | David Alaba           | 86' |
| 34 | MED | Pierre-Emile Hojbjerg | 80' |
| 5  | MED | Gianluca Gaudino      | 62' |
| 20 | MED | Sebastian Rode        | 80' |
| 18 | MED | Juan Bernat           | 80' |
| 14 | DEL | Claudio Pizarro       | 37' |
| 11 | DEL | Xherdan Shaqiri       | 80' |
| 9  | DEL | Robert Lewandowski    | 80' |
| DT | DT  | Josep Guardiola       |     |

| 6  | MED | Osvaldo Alonso          | 45'     |
| 7  | DEF | Sean Franklin           | 45'     |
| 10 | DEL | Landon Donovan          | 48' 71' |
| 13 | DEL | Dom Dwyer               | 71'     |
| 16 | MED | Diego Valeri            | 45'     |
| 19 | DEL | Erick Torres            | 45'     |
| 21 | MED | Maurice Edu             | 45'     |
| 24 | DEF | Liam Ridgewell          | 45'     |
| 28 | POR | Bill Hamid              | 45'     |
| 32 | DEF | Bobby Boswell           | 45'     |
| 75 | MED | Will Johnson            | 45'     |
| 99 | DEL | Bradley Wright-Phillips | 45'     |

| 1  | POR | Manuel Neuer           | 62'     |
| 4  | DEF | Dante                  | 62'     |
| 10 | MED | Arjen Robben           | 86'     |
| 17 | DEF | Jérôme Boateng         | 80'     |
| 19 | MED | Mario Götze            | 80'     |
| 21 | DEF | Philipp Lahm           | 82'     |
| 25 | DEL | Thomas Müller          | 80'     |
| 26 | DEF | Diego Contento         | 80'     |
| 31 | MED | Bastian Schweinsteiger | 80'     |
| 37 | MED | Julian Green           | 37' 82' |

| Anotado | 51' | Bradley Wright-Phillips |
| Anotado | 70' | Landon Donovan          |

| Anotado | 8' | Robert Lewandowski |  |

| Amonestado | 64' | Osvaldo Alonso |
| Amonestado | 89' | Will Johnson   |

| Árbitro             | Jair Marrufo  |
| Árbitros asistentes | Claudio Badea |
| Árbitros asistentes | Corey Parker  |
| Cuarto árbitro      | Ismail Elfath |